# Noorderkerk (Haarlem)
De Noorderkerk is een voormalige kerk en kerkgebouw in de Noord-Hollandse stad Haarlem. De kerk is in 1923 gebouwd als onderdeel van de Nederlandse Hervormde Kerk. De kerk werd in 2006 buiten gebruik genomen en verbouwd tot orthodontie- en tandartspraktijk. Het gebouw is gelegen aan de Velserstraat 77 in de Kleverparkbuurt, in de wijk Ter Kleefkwartier, Haarlem-Noord.
De kerk was een zaal- en interbellumkerk uitgevoerd met traditionele vormen. De kerk heeft een vieringtoren. Het gebouw is een gemeentelijk monument.

## Geschiedenis
Dominee Pieter Barbas verkreeg voor de in 1903 opgerichte stichting Noorderkerk en -school een zelf aangewezen stuk grond van eigenaresse C.A. van Wickevoort Crommelin in Haarlem-Noord cadeau. Dit was nog voordat de Binnenlandse Exploitatie Maatschappij van Onroerende Goederen begon met de aanleg van de latere Kleverparkbuurt. In 1907 werd een ontwerp gemaakt door J.A.G. van der Steur voor een te bouwen kerk. Dit ontwerp werd niet uitgevoerd, vanwege gebrek aan financiën. Er werd door middel van sponsoring van de heipalen ruim 3000 gulden opgehaald. In 10 oktober 1923 werd volgens een nieuw ontwerp van Harm Korringa met de bouw van de kerk begonnen.
In 2005 werden de kerk, school en bijgebouwen afgestoten en verkocht aan een projectontwikkelaar. Deze ontwikkelaar splitste het onroerend goed en verhuurde de kerk. In december 2005 kwam de kerk in bezit van Noorderkerk Dental Center. In 2006 werd de kerk verbouwd om dienst te kunnen doen als orthodontie- en tandartspraktijk.
Het ontwerp voor deze praktijk werd gemaakt door Rijn Architecten en uitgevoerd door aannemingsbedrijf HC Groep. Van de gemeente mocht het uiterlijk van het pand niet gewijzigd worden. Van binnen heeft de architect de ruimte zo veel mogelijk benut en heeft deze gepoogd het origineel interieur zo min mogelijk aan te tasten. Vanuit de behandelkamers heeft men het zicht op de oude wanden, balkenplafonds en de glas-in-loodramen weten te behouden. Ook werd de tuin in oorspronkelijke staat teruggebracht, waarbij het grasveld is hersteld en een haag is geplant zoals die er in 1923 ook stond.